# 1976年の音楽
1976年の音楽（1976ねんのおんがく）では、1976年（昭和51年）の音楽分野の動向についてまとめる。
1975年の音楽-1976年の音楽-1977年の音楽

## 概要・出来事

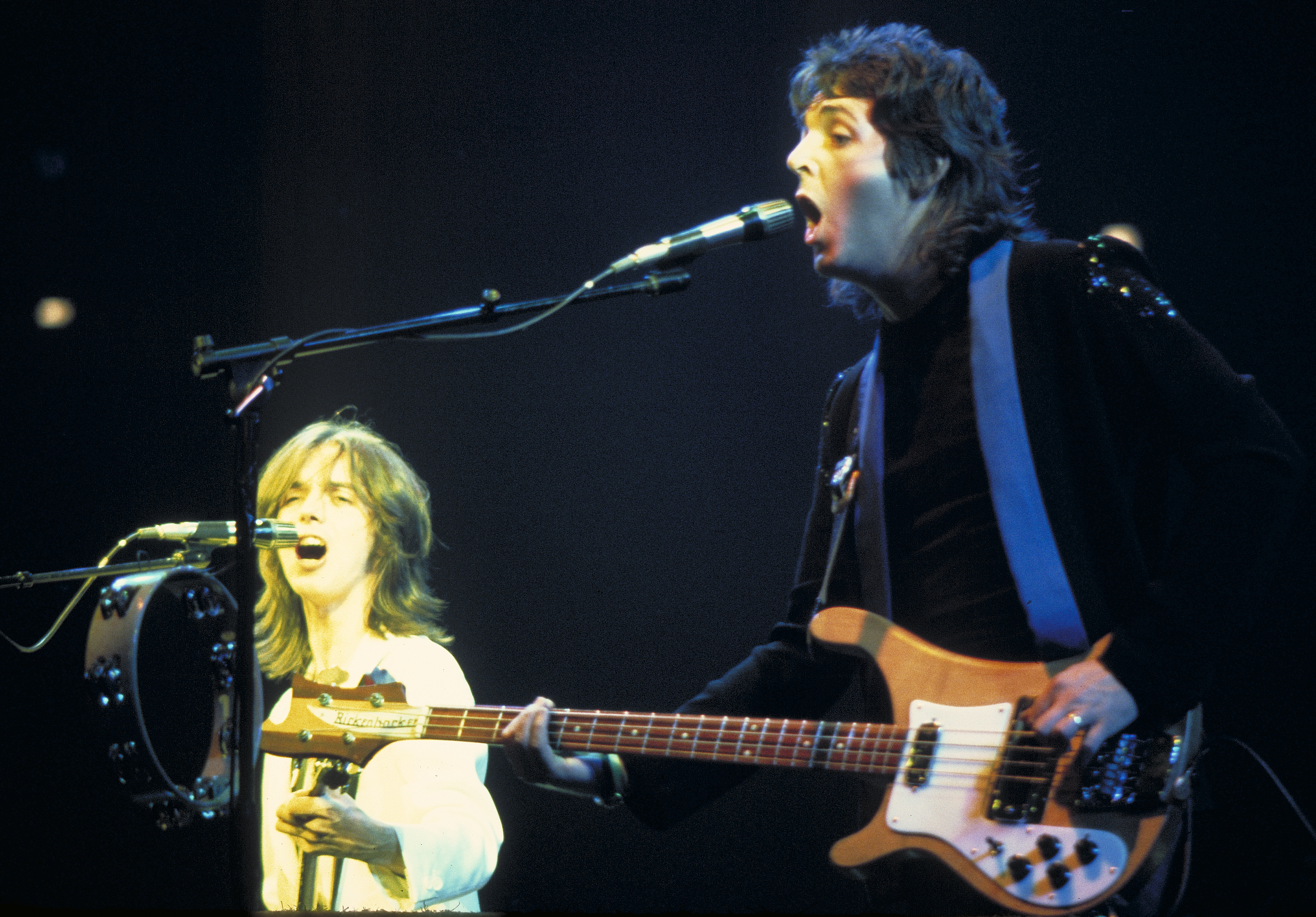
ウイングズ　1976

- 子門真人の「およげ!たいやきくん」が特大のヒットになった（オリコン調査で454万枚）[1]。
- ディスコ・ブームが継続した。
- この年のビルボード年間チャートのベスト5は以下のとおり。

1. ウイングス 「心のラヴ・ソング」
2. エルトン・ジョン&キキ・ディー 「恋のデュエット（Don't Go Breaking My Heart）」
3. ジョニー・テイラー 「ディスコ・レイディ」
4. フォー・シーズンズ 「1963年12月 (あのすばらしき夜)」
5. ワイルド・チェリー 「プレイ・ザット・ファンキー・ミュージック」

## 詳細
- 2月、イーグルスが来日公演（大阪市、福岡市、神戸市、東京都、名古屋市）。
- 3月25日、ジャクソン・ブラウンの妻が自殺した。
- 11月25日、ザ・バンドの解散コンサート「ラスト・ワルツ」がサンフランシスコのウィンターランドで開かれた,[2]。
- 12月31日
  - 第18回日本レコード大賞　北の宿から／都はるみ

最優秀歌唱賞　八代亜紀／もう一度逢いたい、最優秀新人賞　内藤やす子／想い出ぼろぼろ
  - 第27回NHK紅白歌合戦

## 洋楽

### シングル
| - アバ – 悲しきフェルナンド 、マネー、マネー、マネー - ビージーズ 「ユー・シュッド・ビー・ダンシング」「ラブ・ソー・ライト」 - エルヴィン・ビショップ 「愛に狂って」 - ブルー・オイスター・カルト – (Don't Fear) The Reaper - ブーツィーズ・ラバー・バンド 「ストレッチン・アウト・イン」 - デヴィッド・ボウイ – Golden Years - ブリック – ダズ - ザ・ブラザーズ・ジョンソン 「アイル・ビー・グッド・トゥ・ユー」 - Brotherhood of Man – Save Your Kisses for Me - ジェームス・ブラウン – Get Up off a That Thing - エリック・カルメン – All by Myself、 Never Gonna Fall Love Again - カーペンターズ「青春の輝き」 「悲しき慕情」 - キース・キャラダイン 「アイム・イージー」 - Tina Charles – I Love to Love - シカゴ 「愛ある別れ」、Rainy Day in New York City - ディープ・パープル 「ブラック・ナイト」（日本でのヒット） - Rick Dees and his Cast of Idiots – Disco Duck - ドクター・フック 「オンリー・シックスティーン」「ア・リトル・ビット・モア」 - エレクトリック・ライト・オーケストラ 「イーヴィル・ウーマン」 - エレクトリック・ライト・オーケストラ 「リヴィン・シング」 - ピーター・フランプトン「ショウ・ミー・ザ・ウェイ」 「君を求めて」「紫の夜明け」 - ダリル・ホール&ジョン・オーツ「サラ、スマイル」 「シーズ・ゴーン」 - ハート 「マジック・マン」「クレイジー・オン・ユー」 - エルトン・ジョン&キキ・ディー 「恋のデュエット」「ピンボールの魔術師」 - イングランド・ダン&ジョン・フォード 「秋風の恋」 | - カンサス 「伝承」 - KC&ザ・サンシャイン・バンド 「シェイク・ユア・ブーティ」 - ゴードン・ライトフット「エドムンド・フィッツジェラルド号の難破」 - マリリン・マックー&ビリー・デイヴィス・ジュニア 「星空のふたり」 - マンハッタンズ 「涙の口づけ」 - ドロシー・ムーア「ミスティ・ブルー」 - ウォルター・マーフィーとビッグ・アップル・バンド 「運命'76」 - オリビア・ニュートン＝ジョン 「ジョリーン」「カントリー・ロード」 - オハイオ・プレイヤーズ 「愛のローラーコースター」 - オーリアンズ 「スティル・ザ・ワン」 - パーラメント 「ギブ・アップ・ザ・ファンク」 - ルー・ロウルズ 「別れたくないのに」 - ローリング・ストーンズ 「愚か者の涙」 - ジョン・セバスチャン 「ウェルカム・バック」 - シールズ&クロフツ 「ふたりのメロディ」 - ポール・サイモン 「時の流れに」 - スピナーズ 「ラバーバンド・マン」 - スターランド・ヴォーカル・バンド 「アフタヌーン・ディライト」 - キャンディ・ステイトン 「ヤング・ハーツ・ラン・フリー」 - スティーヴ・ミラー・バンド 「フライ・ライク・アン・イーグル」「テイク・ザ・マネー・アンド・ラン」 - ジョニー・テイラー 「ディスコ・レイディ」 - シン・リジィ 「ヤツらは町へ」 - トランプス 「ディスコ・インフェルノ」 - ワイルド・チェリー 「プレイ・ザット・ファンキー・ミュージック」 - ゲイリー・ライト 「ラヴ・イズ・アライヴ」「夢織り人」 |

### アルバム
| - ローリング・ストーンズ 『ブラック・アンド・ブルー』 - オハイオ・プレイヤーズ 『コントラディクション』 - ジェームス・ブラウン 『ゲット・アップ・オフア・ザット・シング』 - クール&ギャング 『ラブ&アンダースタンディング』 - ポール・マッカートニー&ウイングス 『ウイングス・オーヴァー・アメリカ』『スピード・オブ・サウンド』 - ルー・リード 『コニー・アイランド・ベイビー』 - トッド・ラングレン 『誓いの明日』 - シン・リジィ 『脱獄』 - ピーター・フランプトン 『フランプトン・カムズ・アライヴ!』 - ロキシー・ミュージック 『ビバ！ロキシー・ミュージック』 - ジョージ・ハリソン 『33 1/3』 - ボズ・スキャッグス 『シルク・ディグリーズ』 - ジャクソン・ブラウン 『プリテンダー』 - リンダ・ロンシュタット 『風にさらわれた恋』 - ボブ・ディラン 『激しい雨』 - トム・ウェイツ 『スモール・チェンジ』 - エルトン・ジョン 『ヒア・アンド・ゼア〜ライブ・イン・ロンドン&N.Y.』 - ライ・クーダー 『チキン・スキン・ミュージック』 - ステイタス・クォー 『ブルー・フォー・ユー』 - 10cc 『びっくり電話』 | - スティーヴィー・ワンダー 『キー・オブ・ライフ』 - イーグルス 『ホテル・カリフォルニア』(76-77) - エレクトリック・ライト・オーケストラ 『オーロラの救世主』 - ボストン 『幻想飛行』 - カーリー・サイモン 『見知らぬ二人』 - ザ・ランナウェイズ 『悩殺爆弾〜禁断のロックン・ロール・クイーン』 - アル・スチュワート 『イヤー・オブ・ザ・キャット』(76-77年) - マンフレッド・マンズ・アース・バンド 『静かなる叫び』 - ジャコ・パストリアス 『ジャコ・パストリアスの肖像』 - スタンリー・クラーク 『スクール・デイズ』 - セルジュ・ゲンスブール 『くたばれキャベツ野郎』 - クイーン 『オペラ座の夜』『華麗なるレース』 - ジョージ・ベンソン 『ブリージン』 - 『New Orleans Jazz And Heritage Festival 1976』 |

## ジャズ
- オーネット・コールマン: Dancing in Your Head
- Jaco Pastorius: Jaco Pastorius
- Derek Bailey: Company 1
- Jan Garbarek: Dis
- Irene Schweizer: Wilde Senoritas
- 秋吉敏子: Road Time
- Albert Mangelsdorff: Tromboneliness
- Wadada Leo Smith: Song of Humanity
- Tony Coe: Zeitgeist

## 総合ランキング（邦楽・洋楽）

### シングル
年間TOP50
- 集計会社 オリコン

※1975年12月1日付 - 1976年11月29日付
- 1位 子門真人：「およげ!たいやきくん」
- 2位 ダニエル・ブーン：「ビューティフル・サンデー」
- 3位 都はるみ：「北の宿から」
- 4位 太田裕美：「木綿のハンカチーフ」
- 5位 二葉百合子：「岸壁の母」
- 6位 中村雅俊：「俺たちの旅」
- 7位 あおい輝彦：「あなただけを」
- 8位 山口百恵：「横須賀ストーリー」
- 9位 因幡晃：「わかって下さい」
- 10位 荒井由実：「あの日にかえりたい」
- 11位 イルカ：「なごり雪」
- 12位 田中星児：「オー・マリヤーナ／ビューティフル・サンデー」
- 13位 太田裕美：「赤いハイヒール」
- 14位 小椋佳：「めまい」
- 15位 斎藤こず恵：「山口さんちのツトム君」
- 16位 山口百恵：「愛に走って／赤い運命」
- 17位 岩崎宏美：「センチメンタル」
- 18位 山口百恵：「パールカラーにゆれて」
- 19位 ホット・ブラッド：「ソウル・ドラキュラ」
- 20位 岩崎宏美：「ファンタジー」
- 21位 キャンディーズ：「春一番」
- 22位 桜田淳子：「夏にご用心」
- 23位 山口百恵：「白い約束／山鳩」
- 24位 内藤やす子：「弟よ」
- 25位 ジャニス・イアン：「ラヴ・イズ・ブラインド」
- 26位 西城秀樹：「君よ抱かれて熱くなれ」
- 27位 小椋佳：「揺れるまなざし」
- 28位 野口五郎：「針葉樹」
- 29位 グレープ：「無縁坂」
- 30位 岩崎宏美：「未来」
- 31位 バンバン：「『いちご白書』をもう一度」
- 32位 シグナル：「20歳のめぐり逢い」
- 33位 野口五郎：「きらめき」
- 34位 松本ちえこ：「恋人試験」
- 35位 五木ひろし：「愛の始発」
- 36位 桜田淳子：「ねえ!気がついてよ」
- 37位 布施明：「傾いた道しるべ」
- 38位 トランザム：「ビューティフル・サンデー」
- 39位 桜田淳子：「ゆれてる私」
- 40位 ミス花子：「河内のオッサンの唄」
- 41位 中村雅俊：「盆帰り」
- 42位 のこいのこ：「パタパタママ」
- 43位 荒井由実：「翳りゆく部屋」
- 44位 井上陽水：「青空、ひとりきり」
- 45位 布施明：「落葉が雪に」
- 46位 研ナオコ：「あばよ」
- 47位 郷ひろみ：「あなたがいたから僕がいた」
- 48位 西城秀樹：「ジャガー」
- 49位 岩崎宏美：「霧のめぐり逢い」
- 50位 川橋啓史：「山口さんちのツトム君」

### アルバム
年間TOP50
※1975年12月1日付 - 1976年11月29日付（データはLPチャートでの集計）
- 1位 オムニバス：『およげ!たいやきくん』
- 2位 グレープ：『グレープ・ライブ 三年坂』
- 3位 荒井由実：『YUMING BRAND』
- 4位 井上陽水 ：『招待状のないショー』
- 5位 荒井由実：『COBALT HOUR』
- 6位 中村雅俊：『想い出のかけら』
- 7位 小椋佳：『彷徨』
- 8位 小椋佳：『道草』
- 9位 オリビア・ニュートン＝ジョン：『水のなかの妖精』
- 10位 因幡晃：『何か言い忘れたようで』
- 11位 荒井由実：『ひこうき雲』
- 12位 グラシェラ・スサーナ：『アドロ／サバの女王』
- 13位 かぐや姫：『かぐや姫フォーエバー』
- 14位 荒井由実：『MISSLIM』
- 15位 風：『時は流れて…』
- 16位 吉田拓郎：『明日に向って走れ』
- 17位 二葉百合子：『岸壁の母』
- 18位 布施明 ：『傾いた道しるべ』
- 19位 加山雄三：『ベスト40』
- 20位 ジャニス・イアン：『愛の余韻』
- 21位 ポール・モーリア・グランド・オーケストラ：『グレーテスト・ヒット・リフレクション18』
- 22位 クイーン：『オペラ座の夜』
- 23位 井上陽水：『氷の世界』
- 24位 グレープ：『コミュニケーション』
- 25位 太田裕美：『心が風邪をひいた日』
- 26位 イルカ：『イルカライブ』
- 27位 南こうせつ：『ねがい』
- 28位 加山雄三：『全曲集』
- 29位 Hi-fi-set：『ファッショナブル・ラヴァー』
- 30位 加山雄三：『海 その愛』
- 31位 サンタナ：『アミーゴ』
- 32位 岩崎宏美：『ファンタジー』
- 33位 かぐや姫：『かぐや姫LIVE』
- 34位 ベイ・シティ・ローラーズ：『ニュー・ベスト』
- 35位 太田裕美：『手作りの画集』
- 36位 小椋佳：『夢追い人』
- 37位 アリス：『ALICE V』
- 38位 南こうせつ：『グッド・ヴァイブレーション』
- 39位 カーペンターズ：『見つめあう恋』
- 40位 ポール・マッカートニー&ウイングス：『スピード・オブ・サウンド』
- 41位 イルカ：『夢の人』
- 42位 山口百恵：『17才のテーマ』
- 43位 山口百恵：『横須賀ストーリー』
- 44位 ジェフ・ベック：『ワイアード』
- 45位 ボブ・ディラン：『欲望』
- 46位 レッド・ツェッペリン：『プレゼンス』
- 47位 矢沢永吉：『A Day』
- 48位 カーペンターズ：『ゴールデン・プライズ第3集』
- 49位 井上陽水：『GOOD PAGES』
- 50位 中村雅俊：『さよならの吸殻』

### アーティストトータルセールス
- 1位 荒井由実
- 2位 小椋佳
- 3位 山口百恵
- 4位 子門真人
- 5位 井上陽水
- 6位 グレープ
- 7位 太田裕美
- 8位 加山雄三
- 9位 八代亜紀
- 10位 岩崎宏美

## イベント
| 開催日   | タイトル                                              |
| -------- | ----------------------------------------------------- |
| 4月3日   | 野音開き一〇〇〇〇人フェスティバル ロックンロール '76 |
| 12月31日 | 浅草 ROCK'N'ROLL VOLUNTEER 4th 1976-1977              |
| 12月31日 | 第27回NHK紅白歌合戦                                   |

### 日本武道館公演
- 1月16日・17日 - ドゥービー・ブラザーズ
- 2月7日 - イーグルス
- 2月20日・21日 - サンタナ
- 3月10日・11日 - ニール・ヤング
- 3月22日・31日・4月1日 - クイーン
- 3月29日 - 南こうせつ
- 4月24日 - クリエイション
- 7月19日 - ブラザース・フォア
- 7月20日 - アメリカ
- 11月3日 - 西城秀樹
- 11月4日 - バックマン・ターナー・オーヴァードライヴ
- 11月19日・20日・21日 - 第7回世界歌謡祭
- 12月1日・13日 - オリビア・ニュートン＝ジョン
- 12月8日 - 加山雄三
- 12月14日・15日・20日 - ベイ・シティ・ローラーズ
- 12月16日 - ブラックモアズ・レインボー
- 12月23日 - 沢田研二

## 主な音楽賞
| 賞                                                    | 受賞作・受賞者 |
| ----------------------------------------------------- | --- |
| 第18回日本レコード大賞                                | - 大賞 - 北の宿から／都はるみ - 最優秀歌唱賞 - もう一度逢いたい／八代亜紀 - 最優秀新人賞 - 想い出ぼろぼろ／内藤やす子 - 歌唱賞 - あばよ／研ナオコ - 針葉樹／野口五郎 - 若き獅子たち／西城秀樹 - 大衆賞 - あなたがいたから僕がいた／郷ひろみ - 新人賞 - 雪ごもり／芦川よしみ - 嘘でもいいの／角川博 - 嫁に来ないか／新沼謙治 - ペッパー警部／ピンク・レディー |
| 第14回ゴールデン・アロー賞                            | - 音楽賞 - 都はるみ - 新人賞（音楽） - 内藤やす子 |
| 第12回ポピュラーソングコンテストつま恋本選会          | - グランプリ - ホワイトハウスII「鐘」 - 優秀曲賞 - キング・コング・パラダイス「朝が来ないうちに」 - 中川由乃「流れ星」 - 亜雲土「ねえ、ピーター」 - Cha Cha II「恋人が欲しくて」 - 入賞 - 安部勝巳とダニエル「沈丁花」 - 奥山直美「伝言（ことづて）」 - 甲斐完治と季節風「悲雪」 - 雪の華「心帰郷（しんききょう）」 - 竹下俊子「時は流れて」 - 水田真理「私が愛した男（ひと）」 - 川上賞 -ラブ・サステイン「ブルドック・ハイウェイ」                                      |
| 第11回ポピュラーソングコンテストつま恋本選会          | - グランプリ - サンディー・アイ「グッドバイ・モーニング」 - 優秀曲賞 - 佐々木幸男「君は風」 - 根田成一「哀しみのバラード」 - ホワイトハウスII「想い出川」 - キンバンド「Mr.じょんから」 - 入賞 - 本間ゆり「魔法使いのおばあちゃま」 - フィンガー・ジュニア「パパとママのロックンロール」 - 山田文子「誰もいない」 - オン「未来（いつか）」 - 中沢京子「さよならの時」 - 麻里絵「もう一度あなたと」 - ドリンカーズ「風が運んだ子守唄」 - 川上賞 - 川西乃里子「恋の破れ雨」 |
| 第9回下谷賞                                           | - 下谷賞 - 田崎勝正「若さと英智」 - 佳作 - 中島繁「大学通り」、河辺浩市「ベースボール・マーチ」 |
| 第9回日本有線大賞                                     | - 大賞 - 都はるみ「北の宿から」 |
| 第9回全日本有線放送大賞                               | - グランプリ - 都はるみ「北の宿から」 |
| 第9回日本作詩大賞                                     | - 大賞 - 都はるみ「北の宿から」（作詞:阿久悠） |
| 第9回新宿音楽祭                                       | - 金賞 - 内藤やす子、新沼謙治 - 銀賞 - ピンク・レディー、朝田のぼる、三波豊和、田山雅充ほか - 銅賞 - 古時計、芦川よしみ、吉田真梨ほか - 敢闘賞 - 三木聖子ほか - 審査員特別奨励賞 - 角川博 |
| 第8回サントリー音楽賞                                 | - 芥川也寸志と新交響楽団 |
| 第7回世界歌謡祭                                       | - フランコ&レジーナ「せつなく甘く」、サンディー「グッドバイ・モーニング」 |
| 第7回日本歌謡大賞                                     | - 大賞 - 北の宿から／都はるみ - 放送音楽新人賞 - 想い出ぼろぼろ／内藤やす子 - 嫁に来ないか／新沼謙治 - 放送音楽賞 - あばよ／研ナオコ - 針葉樹／野口五郎 - もう一度逢いたい／八代亜紀 - 横須賀ストーリー／山口百恵 - さざんか／森進一 |
| 第6回モービル音楽賞                                   | - 邦楽部門 - 観世寿夫 - 洋楽部門（本賞） - 鈴木鎮一 |
| 第6回創作合唱曲公募                                   | - 入賞 - 高山惇「合唱組曲「ぼくの日記から」」 - 佳作 - 遠藤雅夫「「転調するラブソング」-無伴奏男声合唱のために-」、高山惇「荒野序章」 |
| 第5回FNS歌謡祭                                        | - グランプリ・最優秀歌唱賞 - 都はるみ「北の宿から」 - 最優秀新人賞 - 内藤やす子「弟よ」 - 最優秀ヒット賞 - 子門真人「およげ!たいやきくん」 - 最優秀視聴者賞 - 五木ひろし - 最優秀歌謡音楽賞 - 研ナオコ「あばよ」 - 特別賞 - 近江俊郎「湯の町エレジー」、二葉百合子「岸壁の母」、美空ひばり「雑草の歌」 |
| 第5回東京音楽祭                                       | - ナタリー・コール「ミスター・メロディ」 |
| 第4回銀座音楽祭                                       | - グランプリ - 内藤やす子 |
| 第4回ウィンナーワルド・オペラ賞                       | - オペラ大賞 - 平野忠彦 - オペラ賞 - 林康子、鈴木寛一、三木稔 - 新人賞 - 該当なし - 特別賞 - こんにゃく座 |
| 第2回全日本歌謡音楽祭                                 | - ゴールデングランプリ - 五木ひろし「どこへ帰る」 - 最優秀新人賞 - 新沼謙治 |
| 第2回横浜音楽祭                                       | - 最優秀新人賞 - 新沼謙治 |
| 第2回日本テレビ音楽祭                                 | - グランプリ - 野口五郎「きらめき」 |
| 第2回日本演歌大賞                                     | - 大賞 - 森進一、都はるみ |
| 第2回ABC歌謡新人グランプリ                            | - 岩崎宏美 |
| 第1回南里文雄賞                                       | - 穐吉敏子、野口久光 |
| 第1回ライオンリスナーズグランプリ・FM東京最優秀新人賞 | - 新沼謙治 |

## デビュー
- 1月25日 - 鈴木慶一とムーンライダース／火の玉ボーイ
- 2月1日 - 新沼謙治／おもいで岬
- 2月5日 - 因幡晃／わかって下さい
- 3月 - 尾崎亜美／冥想
- 3月 - 神保美喜／はじめてのワルツ
- 3月1日 - 吉田真梨／もどり橋
- 3月21日 - 早乙女愛／魔法の鏡
- 3月25日 - ナイアガラ・トライアングル／NIAGARA TRIANGLE Vol.1
- 4月 - 吉川団十郎／ああ宮城県
- 4月1日 - ゴダイゴ／僕のサラダガール
- 4月5日 - 大竹しのぶ／みかん
- 4月21日 - 浜田省吾／路地裏の少年…ソロデビュー
- 4月25日 - 角川博／涙ぐらし
- 5月 - オレンジ・カウンティ・ブラザーズ／オレンジ・カウンティ・ブラザーズ
- 5月 - 金子マリ&バックスバニー／あるとき
- 5月1日 - 朝田のぼる／白いスカーフ
- 5月1日 - 庄野真代／ジョーの肖像
- 5月1日 - 内藤國雄／おゆき
- 5月5日 - 井上大輔／水中花
- 6月 - Char／NAVY BLUE
- 6月25日 - 大塚博堂／ダスティン・ホフマンになれなかったよ…再デビュー
- 6月25日 - 三木聖子／まちぶせ
- 7月 - ボストン／幻想飛行
- 7月1日 - 高中正義／SEYCHELLES…ソロデビュー
- 7月5日 - 桑名正博／Who are you?
- 7月25日 - 芦川よしみ／花火
- 7月25日 - 松田優作／Uターン／まつりうた
- 7月25日 - 矢野顕子／JAPANESE GIRL…再デビュー
- 7月25日 - 山本譲二／そばにおいでよ…再デビュー
- 8月25日 - ピンク・レディー／ペッパー警部
- 9月 - 宮本浩次／はじめての僕デス[注 1]
- 9月25日 - 大貫妙子／Grey Skies
- 10月1日 - 来生たかお／浅い夢
- 10月21日 - 渥美二郎／可愛いおまえ…再デビュー
- 10月21日 - やしきたかじん／ゆめいらんかね
- 10月22日 - ダムド／ニュー・ローズ
- 11月 - トム・ペティ&ザ・ハートブレイカーズ／アメリカン・ガール
- 11月1日 - 多岐川裕美／あいつの残影
- 11月21日 - 岸田智史／蒼い旅
- 11月21日 - 清水健太郎／失恋レストラン
- 11月25日 - さだまさし／帰去来…ソロデビュー
- 11月25日 - ビューティ・ペア／かけめぐる青春
- 11月25日 - マーク(MARK)／風の館／六夢
- 11月26日 - セックス・ピストルズ／アナーキー・イン・ザ・U.K.
- 12月 - エア・サプライ／Air Supply
- 12月 - 小松政夫／デンセンマンの電線音頭
- 12月5日 - マイナー・チューニング・バンド／ソウル これっきりですか 〜歌謡ヒット・イン・ディスコ'76〜
- 12月20日 - 太川陽介／陽だまりの中で
- 12月20日 - BOWWOW／吼えろ!BOWWOW
- 12月25日 - 山下達郎／CIRCUS TOWN…ソロデビュー
- 月日不明 - 新井満／オクトーバー14・外は雨／組曲『月山』
- 月日不明 - クリスタルキング／カモン!ハッスル・ベイビー
- 月日不明 - たいらいさお／ひとりの砂浜
- 月日不明 - 千葉げん太
- 月日不明 - 萩田光雄／SECRET LOVE
- 月日不明 - 松坂慶子／おとずれ

## 解散・活動休止
- 3月 - GARO
- 3月19日 - バック・ストリート・クローラー
- 4月 - グレープ[注 2]
- 4月1日 - シュガー・ベイブ
- 9月 - ちゃんちゃこ
- 10月16日 - 外道（1979年再結成）
- 12月 - 愛奴

### 年内
- アイク&ティナ・ターナー
- グリーンスレイド（2000年再結成）
- サウンド・スペース
- CBCバンド
- ジェット
- ステッペンウルフ
- スリー・ドッグ・ナイト（1981年再結成）
- ディープ・パープル（7月）[注 3]
- ニューヨーク・ドールズ（2004年再結成）
- ザ・バンド（1983年再結成）
- ビリーバンバン（1984年再結成）
- フループ
- ベーブ・ルース
- マハヴィシュヌ・オーケストラ（1984年再結成）
- モントローズ
- ロギンス&メッシーナ（2005年再結成）
- ロンドンSS
- The 101'ers

## 再結成
- ジョニー・キッド&ザ・パイレーツ（ - 2010年）
- ブレッド（ - 1978年）
- フレディ&ザ・ドリーマーズ

## 誕生
- 1月4日 - ニポポ（埼玉県、歌手、元トンガリキッズ）
- 1月9日 - RED RICE（神奈川県、レゲエ歌手、湘南乃風）
- 1月12日 - 宮内一（神奈川県、歌手、元BUZZLIP）
- 1月26日 - hitomi（シンガーソングライター）
- 2月5日 - DAISHI（兵庫県、歌手、Psycho le Cemu/元The ROMEO）
- 2月8日 - 山口隆（福島県、シンガーソングライター、サンボマスター）
- 2月12日 - 辻村豪文（京都府、歌手、キセル）
- 2月14日 - JUJU（広島県、歌手）
- 2月15日 - インリン・オブ・ジョイトイ（ 台湾、タレント・元歌手、現芸名：インリン）
- 2月16日 - 京（京都府、歌手、DIR EN GREY/sukekiyo）
- 2月22日 - 堂島孝平（大阪府、歌手）
- 2月22日 - 永友聖也（宮崎県、シンガーソングライター、元キャプテンストライダム）
- 2月27日 - 田村ゆかり（福岡県、歌手・声優）
- 3月2日 - HIZUMI（山形県、歌手、元D'espairsRay）
- 3月9日 - 森広隆（鹿児島県、歌手）
- 3月14日 - 大蔵（兵庫県、ヒップホップMC、ケツメイシ）
- 3月19日 - 市川喜康（神奈川県、音楽プロデューサー）
- 3月21日 - 東山義久（大阪府、歌手・舞台俳優、DIAMOND☆DOGS）
- 3月22日 - 土岐麻子（東京都、歌手、元Cymbals）
- 3月23日 - リナ・パーク（ アメリカ合衆国、歌手）
- 3月25日 - ケン・ロイド（ イングランド、歌手、オブリヴィオン・ダスト/FAKE?/ATOM ON SPHERE）
- 3月25日 - Nana（沖縄県、歌手、MAX）
- 3月30日 - 山口寛雄（長崎県、ベーシスト、100s）
- 4月6日 - 若旦那（東京都、レゲエ歌手、湘南乃風）
- 4月6日 - こじまいづみ（兵庫県、歌手、花*花）
- 4月10日 - 木村佳乃（ イギリス、女優・元歌手）
- 4月11日 - KUMI（千葉県、シンガーソングライター、LOVE PSYCHEDELICO）
- 4月14日 - 細根誠（静岡県、歌手、ブリーフ&トランクス）
- 4月18日 - Fayray（東京都、歌手）
- 4月23日 - 森山直太朗（東京都、歌手）
- 4月26日 - 綾小路翔（千葉県、シンガーソングライター、氣志團）
- 4月27日 - 岸田繁（京都府、歌手、くるり）
- 4月27日 - 類家心平（青森県、ジャズミュージシャン、dCprG）
- 5月4日 - ANZA（長崎県、歌手、元桜っ子クラブさくら組/HEAD PHONES PRESIDENT）
- 5月5日 - ヒラマミキオ（北海道、歌手・ギタリスト、元peppermints kiss cafe/元東京事変）
- 5月7日 - LITTLE（東京都、シンガーソングライター、KICK THE CAN CREW）
- 5月9日 - 関和亮（長野県、ミュージックビデオ監督）
- 5月12日 - 石川竜司（山梨県、歌手、元OUTLAW）
- 5月14日 - CUEZERO（東京都、ラッパー、元BY PHAR THE DOPEST）
- 5月17日 - 井ノ原快彦（東京都、歌手・タレント、20th Century）
- 5月23日 - 熊谷尚武（鳥取県、歌手、元KUMACHI）
- 5月27日 - SOTARO（歌手、元ZZ/元Crack Z）
- 5月27日 - Kadota "JAW" Kousuke（東京都、サクソフォニスト、元PE'Z）
- 5月29日 - 黒田学（岡山県、歌手、元rockwell）
- 6月4日 - エンレイ（ 中華人民共和国、歌手）
- 6月10日 - SHOHEI（東京都、歌手、元SA）
- 6月11日 - GP（福岡県、DJ、餓鬼レンジャー）
- 6月11日 - 栗林みな実（静岡県、シンガーソングライター）
- 6月13日 - CHANNEL（神奈川県、ラッパー、FUNKY GRAMMAR UNIT/元INNOSENCE）
- 6月16日 - 藤中伸介（福岡県、歌手、元向風）
- 6月18日 - KREVA（東京都、シンガーソングライター、KICK THE CAN CREW）
- 7月4日 - 伊澤一葉（岡山県、キーボーディスト、東京事変）
- 7月20日 - はなわ（佐賀県、シンガーソングライター・作曲家・お笑いタレント）
- 7月22日 - KOKIA（東京都、歌手）
- 7月23日 - 高田雄一（千葉県、ミュージシャン、ELLEGARDEN・MEANING）
- 8月4日 - 木内泰史（千葉県、ドラマー、サンボマスター）
- 8月4日 - 生天目仁美（新潟県、声優・歌手、元生天目仁美と伊藤静/元N±）
- 8月18日 - 松本哲也（岩手県、歌手）
- 8月21日 - 吉村義照（宮崎県、歌手、元AJI）
- 8月24日 - こんやしょうたろう（宮崎県、歌手、アルケミスト）
- 8月25日 - 大嶽香子（静岡県、歌手、ナチュラル ハイ）
- 8月29日 - 川上未映子（大阪府、小説家・詩人・元歌手）
- 8月30日 - 西部里菜（大阪府、歌手、indigo blue）
- 8月31日 - 伊藤多賀之（静岡県、歌手、ブリーフ&トランクス）
- 9月1日 - 土屋礼央（東京都、歌手、RAG FAIR）
- 9月5日 - 東市篤憲（神奈川県、ミュージックビデオ監督）
- 9月9日 - 泉和良/ジェバンニP（香川県、小説家・ミュージシャン）
- 9月10日 - 井上由美子（大阪府、演歌歌手）
- 9月12日 - 奇妙礼太郎（大阪府、歌手、奇妙礼太郎トラベルスイング楽団/天才バンド）
- 9月12日 - 光永泰一朗（静岡県、歌手、元COVER）
- 9月14日 - ポチョムキン（熊本県、ラッパー、餓鬼レンジャー）
- 9月20日 - タカ（沖縄県、歌手、アイタカ）
- 9月20日 - 倉橋ヨエコ（愛知県、シンガーソングライター）
- 9月20日 - 一青窈（台湾、シンガーソングライター・作詞家）
- 9月20日 - 堀江由衣（東京都、歌手・声優、元Aice5/元やまとなでしこ/元黒薔薇保存会）
- 9月21日 - 佐々木ゆう子（宮城県、歌手、元Plum Planets）
- 9月25日 - IGOR（東京都、歌手、元Retro G-Style）
- 9月25日 - 白鳥マイカ（東京都、歌手）
- 9月30日 - 生形真一（千葉県、ギタリスト、ELLEGARDEN・Nothing's Carved In Stone）
- 10月1日 - 及崎森平（秋田県、歌手、元flow-war/CANDYMAN）
- 10月5日 - 畑利樹（島根県、ドラマー、東京事変）
- 10月7日 - CO-KEY（徳島県、ラッパー、mc2）
- 10月12日 - 笹渕啓史（	北海道、ドラマー、Plastic Tree）
- 10月13日 - Miss Monday（元ラッパー）
- 10月14日 - 岩沢厚治（神奈川県、シンガーソングライター、ゆず）
- 10月20日 - ゴー（秋田県、歌手、元ヤドカリ）
- 11月1日 - 青葉紘季（東京都、歌手、元サラブレンド）
- 11月1日 - 橘哲夫（新潟県、歌手、AJI）
- 11月3日 - Nao'ymt（東京都、歌手）
- 11月3日 - ジェイク・シマブクロ（ アメリカ合衆国、ウクレレ奏者）
- 11月3日 - HIROSHI（京都府、ドラマー、ROTTENGRAFFTY）
- 11月4日 - 小谷美紗子（京都府、歌手）
- 11月5日 - マーヤLOVE（歌手・ギタリスト、元N'夙川BOYS/KING BROTHERS）
- 11月5日 - 河野健太郎（福岡県、歌手、theSoul）
- 11月19日 - 柴田淳（東京都、歌手）
- 11月25日 - 伊藤俊吾（神奈川県、歌手、キンモクセイ）
- 11月25日 - 阿久津健太郎（東京都、歌手・ギタリスト、元ZERO/元HAV）
- 11月26日 - 悠希（静岡県、歌手、元人格ラヂオ）
- 12月2日 - 後藤正文（静岡県、シンガーソングライター、ASIAN KUNG-FU GENERATION）
- 12月3日 - 徳田憲治（香川県、歌手、元スムルース）
- 12月4日 - Jewels（東京都、歌手、元Heartsdales）
- 12月4日 - 日向秀和（東京都、ベーシスト、元ART-SCHOOL/元ZAZEN BOYS/ストレイテナー/FULLARMOR/Nothing's Carved In Stone/killing Boy）
- 12月5日 - 観月ありさ（東京都、女優・歌手）
- 12月7日 - 石井秀仁（群馬県、ミュージシャン、cali≠gari/GOATBED）
- 12月11日 - 白川裕二郎（神奈川県、歌手・俳優、純烈）
- 12月14日 - SHOCK EYE（神奈川県、レゲエ歌手、湘南乃風/THE 野党）
- 12月16日 - KM-MARKIT（東京都、ラッパー）
- 12月18日 - 吉田玲奈（大阪府、フリーアナウンサー・女優・元歌手、元Ciel、元LENPHa）
- 12月27日 - PES（東京都、ラッパー、FUNKY GRAMMAR UNIT/元RIP SLYME）
- 12月27日 - 竹原ピストル（千葉県、歌手、元野狐禅）
- 月日不明 - 青木孝允（大阪府、電子音楽ミュージシャン）
- 月日不明 - KAGAMI（テクノミュージシャン、+2010年）
- 月日不明 - 佐野遊穂（東京都、歌手、ハンバート ハンバート）
- 月日不明 - 関根光才（東京都、ミュージックビデオ監督）
- 月日不明 - ヒグチリョウ（ミュージックビデオ監督）
- 月日不明 - YuriPPe（元歌手、Plum Planets）

## 死去
- 5月12日 - ルドルフ・ケンペ（、指揮者、*1910年）
- 5月14日 - キース・レルフ（、シンガーソングライター、元ヤードバーズ、*1943年）
- 9月23日 - ロジェ・ブールダン（、フルート奏者、*1923年）
- 12月4日 - トミー・ボーリン（、ギタリスト、元ディープ・パープル、ジェイムス・ギャング、*1951年）